# Tuchfabrik Nellessen

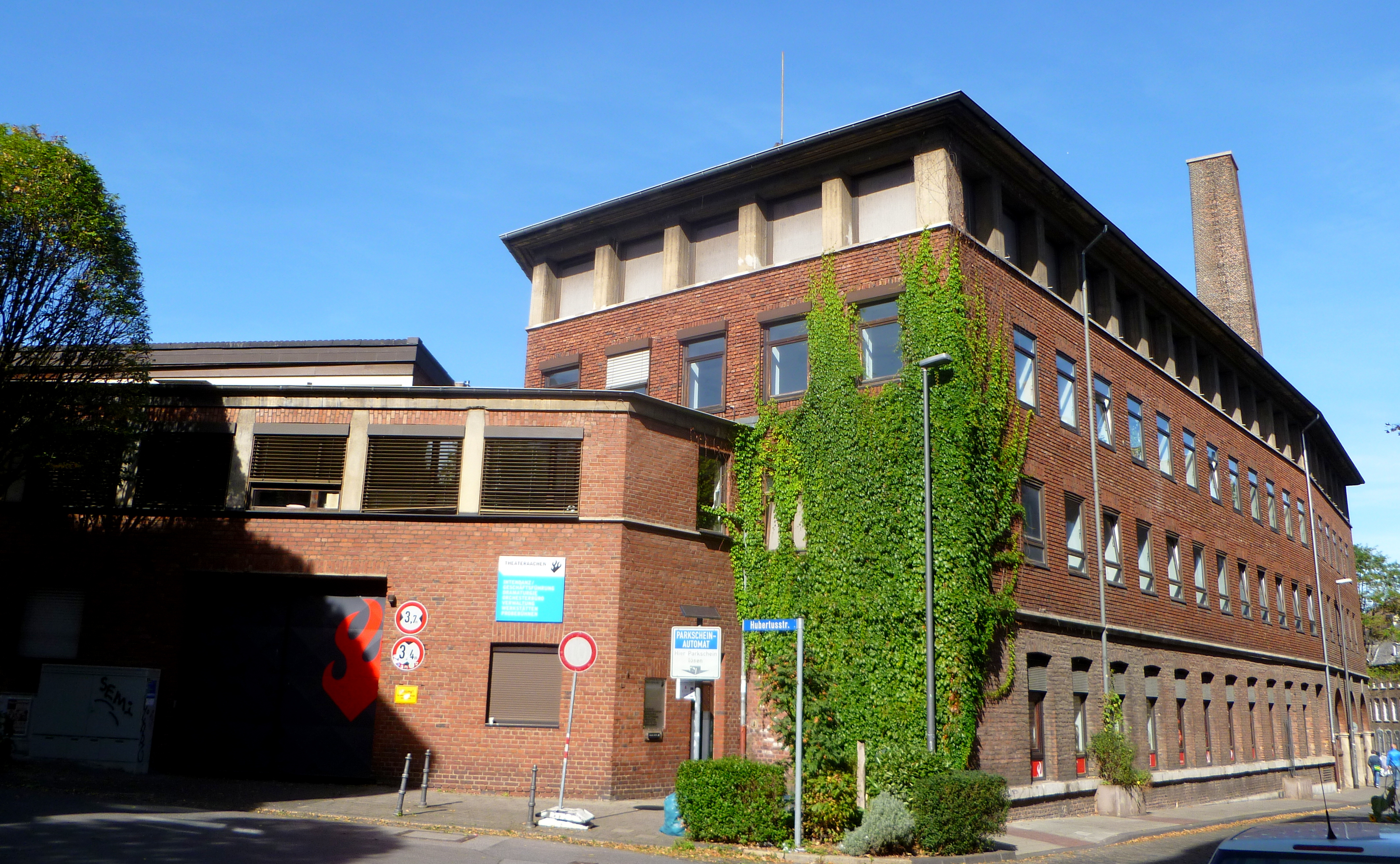
Restbauten der Tuchfabrik Nellessen, heute Mörgens-Theater

Die Tuchfabrik Carl Nellessen, J. M. Sohn war von 1737 bis zum Ende der 1920er Jahre eine Tuchfabrik in Aachen, die zu den ältesten und größten zählte. Sie erlangte einen denkwürdigen Bekanntheitsgrad, als ihre Mitarbeiter sich maßgeblich am Aachener Aufruhr vom 30. August 1830 beteiligten. Ende der 1920er-Jahre musste das Unternehmen infolge der Weltwirtschaftskrise stillgelegt werden.
Teile der im Zweiten Weltkrieg schwer beschädigten Gebäude wurden ab 1952 durch René von Schöfer aufwändig restauriert und saniert sowie später unter Denkmalschutz gestellt. Heute befindet sich in diesen Räumen unter anderem eine Außenstelle des Theaters Aachen mit Büros, Probenräumen und dem so genannten Theater „Mörgens“, eine Bühne für neue Theaterformen für ein junges Publikum.

## Geschichte
Die Gründung des Unternehmens geht auf Franz Nellessen (* 1693) zurück, der in Burtscheid eine Tuchfabrik besessen hatte. 1723 heiratete er Maria Schiffer aus Merkstein, wurde Mitglied der Wollenambacht, der Zunft der Tuchmacher, und verlegte 1737 seine Fabrik auf das Anwesen seines Schwiegervaters in der Aachener Mörgensgasse (heute Mörgensstraße). Er baute den Komplex aus und richtete dort eine Spinnerei, Färberei und Schererei ein und pachtete zudem eine Walkmühle in Herzogenrath und eine Rauhmühle in Nothberg. Um die rigiden Zunftregeln des Aachener Gaffelbriefs auszuhebeln, die den Tuchunternehmen in jener Zeit die Anzahl der Webstühle, des Personals und der Produkte vorschrieben, organisierte er sein Unternehmen nach dem Verlagssystem. Dadurch war es ihm möglich, die Arbeit von zahlreichen Webern aus der nahen Eifel in Form von Heimarbeit zu nutzen sowie auf Webstühle in Hauset, Nothberg und Büsbach zurückzugreifen.
Johann Matthias Nellessen (1726–1781), einer der Söhne von Franz Nellessen, übernahm die Fabrik seines Vaters und vererbte sie seinerseits an seinen Sohn Franz Carl Nellessen. Dieser firmierte das Unternehmen unter „Carl Nellessen, J. M. Sohn“ und wurde im Aachener Rats- und Staatskalender von 1791 als „Kaufmann handelnd in spanisch-wüllenden Tüchern“ erwähnt. Als Ergänzung zu seinem Hauptunternehmen erwarb Franz Carl Nellessen um die Jahrhundertwende noch den Kupferhof Gedau im Tal der Inde bei Stolberg, den er als Spinnerei und Weberei umbauen ließ, sowie die benachbarte Plätschmühle, die er als Tuchspülmühle für die gefärbten Tuche benutzte.
Nach dem Tod von Franz Carl Nellessen im Jahr 1819 übernahmen dessen vier Söhne Heinrich (1789–1866), Carl, Theodor (1802–1880) und Franz Nellessen (1805–1862) das Gesamtunternehmen. Sie erweiterten den Komplex und ließen zwischen 1822 und 1830 neue großräumige Produktionsgebäude errichten, unter anderem den imposanten 22-achsigen Rechteckbau sowie den Kesselraum mit dem markanten Schornstein. Im Jahr 1826 statteten sie die Fabrik zudem mit einer ersten 8-PS starken Dampfmaschine aus.
Um 1830 beschäftigte die Firma rund 1200 Mitarbeiter an 400 Handwebstühlen. Trotz der guten Auftragslage kam es vor den Fabriktoren zum Aachener Aufruhr vom 30. August 1830, bei dem sich die Fabrikarbeiter gegen Strafabzüge bei der Lohnauszahlung beschwerten, nachdem einem Tuchscherer aufgrund eines beschädigten Tuches ein Zehntel seines Wochenlohnes abgezogen worden war. Ebenso klagten sie über den geringen Verdienst und über die Einführung der neuen per Dampf angetriebenen Maschinen, die vorrangig von der Maschinenfabrik von James Cockerill geliefert wurden. Die Einführung dieser neuen Technik wurde von den Arbeitern als Konkurrenz angesehen und für die Lohnkürzungen mitverantwortlich gemacht. Daraufhin zogen die Arbeiter zum Stadtpalais von Cockerill auf dem Friedrich-Wilhelm-Platz Nr. 7 und demolierten einen Großteil seiner Wohnungseinrichtung. Mit Unterstützung der Polizei und einer Bürgerwehr konnte der Aufruhr zum Teil blutig niedergeschlagen und die Produktion wieder aufgenommen und im Laufe der Zeit sogar angekurbelt werden.

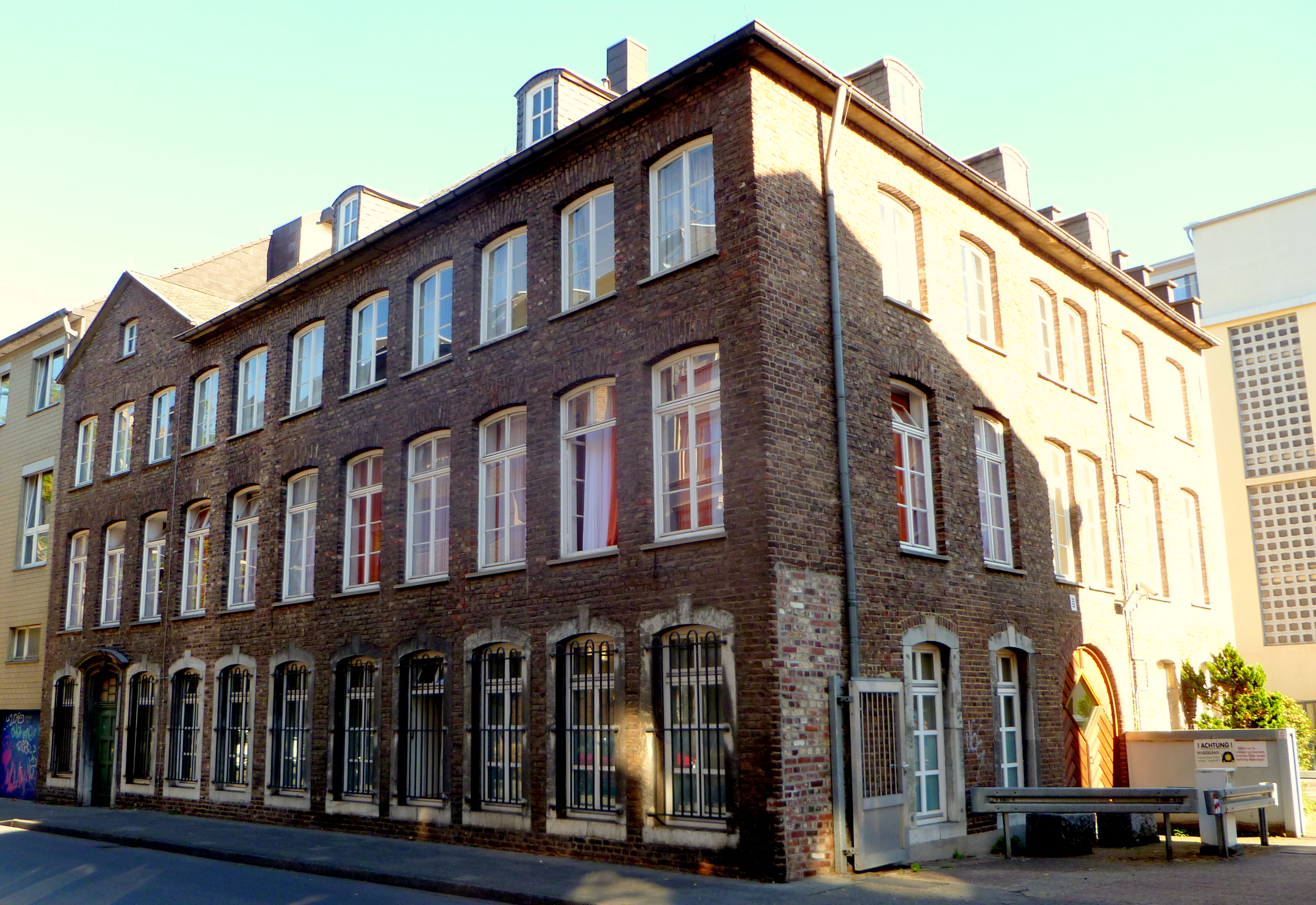
Bürgerhaus Moirke

Zwanzig Jahre später stieg das Unternehmen mit 1700 Mitarbeitern und 85 mechanischen Webstühlen zur größten Tuchfabrik Aachens auf. Im Jahr 1860 wurde ein weiterer Ausbau erforderlich und die Firmenleitung ließ auf ihrem Areal eine neue Kraftanlage und eine Sheddachhalle als Wolllager errichten. Darüber hinaus übernahm sie auf der gegenüberliegenden Straßenseite das Anwesen sowie das ehemalige von Johann Joseph Couven erbaute Stadthaus der Familie Moirke, aus der mehrere Bürgermeister der Reichsstadt Aachen hervorgegangen waren, und veranlassten den Umbau des Gebäudekomplexes zu einer Wolferei, Spulerei und Spinnerei mit separatem Maschinenraum.
Nach dem Tod der vier Brüder wurde das Unternehmen Alfred Nellessen (1838–1902), dem ältesten Sohn von Theodor, übertragen, der dieses wiederum seinem Sohn Georg (1875–1948) vererbte. Insgesamt konnte über viele Jahrzehnte hinweg trotz der seit 1856 in der Nachbarschaft eingerichteten Tuchfabrik Kesselkaul das hohe Niveau der Tuchfabrik Nellessen gehalten werden und erst die Wirtschaftskrise Ende der 1920er Jahre führte unter Leitung des letzten Geschäftsführers Hans Graf von Matuschka zur endgültigen Stilllegung von „C. Nellessen, J. M. Sohn“ inklusive der Außenstellen. Im Rahmen einer Versteigerung gingen die Fabrikgebäude in der Mörgensstraße auf die von Paul Dechamps geleitete Tuchfabrik „Dechamps & Merzenich“ über, die dort bis zu den schweren Zerstörungen im Zweiten Weltkrieg produzierte. Die Anlage auf Gut Gedau übernahm die „Tuch- und Reißwollfabrik Bartholomey“ und nutzte diese bis 1958.

## Gebäude
Der ursprüngliche Gebäudekomplex, der im Rahmen der Erweiterung zwischen 1822 und 1830 erbaut worden war, bestand aus einem langgestreckten 22x3-achsigen und fünfgeschossigen Block mit 7,70 Meter Grundrisstiefe und wurde gemäß Eintrag auf dem Ankersplint im Jahr 1825 fertig gestellt. In der Fluchtung des Hauptbaus war das Kessel- und Maschinenhaus mit dem erhaltenen Backssteinkamin angebaut, an den sich ein weiterer fünfgeschossiger Bau anschloss. Um einen fast dreieckigen Innenhof herum kamen später noch weitere Betriebsbauten hinzu, wie beispielsweise die zweigeschossige Sheddachhalle und die heute noch erhaltene Blauerei.
Nach den schweren Zerstörungen im Zweiten Weltkrieg wurde von dem Aachener Architekten und Professor an der RWTH Aachen, René von Schöfer lediglich der Eckbau einschließlich des Schornsteins unter Nutzung der Restsubstanz in Anlehnung an das Original neu aufgebaut, jedoch diesmal mit 18x5 Achsen und vier Geschossen. Diese Veränderungen führten dazu, dass ausschließlich der Schornstein von der Denkmalbehörde in die Liste der denkmalgeschützten Bauten aufgenommen wurde.
Darüber hinaus sind noch Teile des von der Fabrik genutzten ehemaligen Bürgerhauses der Familie Moirke erhalten geblieben, die heute zum Komplex des benachbarten Alexianer-Krankenhauses gehören. Sie sind ebenfalls restauriert und saniert sowie unter Denkmalschutz gestellt worden.